# Molophilus furcus
Molophilus furcus är en tvåvingeart som beskrevs av Alexander 1951. Molophilus furcus ingår i släktet Molophilus och familjen småharkrankar. Inga underarter finns listade i Catalogue of Life.